# C.L. Seifert
C.L. Seifert A/S er en dansk skrædderi og guldtrækkerforretning grundlagt den 25. januar 1865 af Carl Ludwig Seifert (1834-1898). Firmaet har været kgl. dansk og svensk hofleverandør siden henholdsvis 1903 og 1911.
Udover den traditionelle galla forretning, så leverer C.L. Seifert studenterhuer, studentertøj og andet studenterudstyr i de fleste nordiske lande.

## Historie
Carl Ludwig Seifert var indvandret fra Sachsen i Tyskland og uddannet som skræddersvend. Sønnen Rudolph Seifert (1857-1929) blev ansat i forretningen 1873, blev medejer 1881 og overtog den 1891. Han foretog betydelige udvidelser, bl.a. startede han guldtrækkerforretningen. Til guldtrækkerafdelingen knyttedes systuer til fremstilling af uniformshuer til hær, flåde og embedsmænd. Forretningens hovedartikler var klædevarer og foerstoffer, der solgtes til skræddere landet over.
Kort før Rudolph Seiferts død i 1929 var forretningen blevet omdannet til et aktieselskab med Rudolph Seifert som formand for bestyrelsen, og for hvilket Johan Høybye (1877-?) siden stiftelsen havde været adm. direktør.
Efter Rudolph Seiferts død overtog hans eneste datter, fru Julie Seifert Sørensen, hvervet som formand for aktieselskabet, i hvis bestyrelse desuden højesteretssagfører Otto Bang, R. af Dbg. (1883-1950) og grosserer Peter Koch (1876-?) havde sæde.
Virksomheden beskæftigede i 1950 ca. 100 mennesker.

## Beliggenhed
C.L. Seifert lå fra begyndelsen i Store Regnegade 12-16 i København, hvor butiksfacaden stadig er bevaret, men i 2010 blev de gamle historiske lokaler i Store Regnegade for små, og derfor flyttede firmaets hovedkontor til de restaurerede lokaler på Ny Adelgade 8-10. I september 2006 etablerede C.L. Seifert produktion på egne fabrikker.

## Kritik af forretningsmetoder
I 2011 blev C.L. Seifert beskyldt for ufine forretningsmetoder af 3 andre studenterhueleverandører. Leverandørerne mente, at C.L. Sefiert havde været uærlige, omkring hvor deres huer blev produceret, samt vildledt deres kunder i deres markedsføring. 